# British Saloon Car Championship 1958
Het BRSCC British Saloon Car Championship 1958 was het eerste seizoen van het British Saloon Car Championship. Het kampioenschap stond open voor vier afzonderlijke klasses, tot 1200cc, 1201-1600cc, 1601-2700cc en 2701cc en hoger. In elke klasse moesten gelijke kampioenschapspunten worden gescoord, wat betekent dat elke coureur het kampioenschap kon winnen zonder races te winnen. De allereerste race werd gehouden op 26 december 1957 op Brands Hatch, die nog niet voor punten werd verreden. De laatste race van het jaar vond plaats op 5 oktober 1958, ook in Brands Hatch.
Jack Sears en Tommy Sopwith eindigden de laatste race met hetzelfde aantal kampioenschapspunten. Met deze mogelijkheid om de laatste ronde in te gaan, werd aanvankelijk gesuggereerd dat de kampioen zou worden bepaald door het opgooien van een munt. Het idee was erg impopulair bij beide coureurs en er werd besloten dat er twee identiek ogende Riley One-Point-Five fabrieksrallyauto's van Marcus Chambers zouden worden meegebracht voor een shoot-out in vijf ronden. Om de race eerlijk te maken, raceten ze vijf ronden, wisselden ze van auto en raceten ze opnieuw vijf ronden met de coureur die de snelste gecombineerde tijd had om tot kampioen te worden gekroond. In extreem natte omstandigheden won Sopwith de eerste tegenpartij met 2,2 seconden. De tweede race werd gewonnen door Sears met 3,8 seconden. Dit betekende dat Sears de allereerste BSCC-kampioen werd.

## Kalender

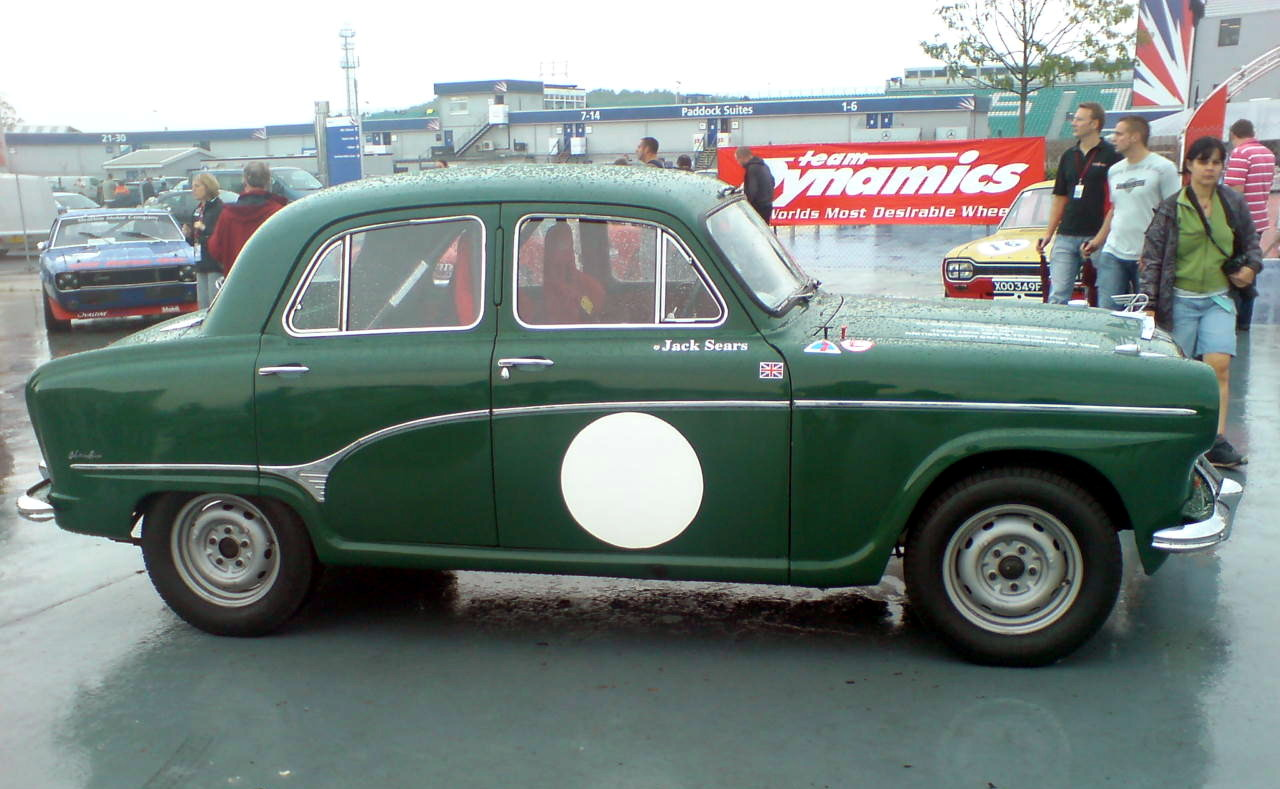
De Austin A105 waarmee Jack Sears in 1958 het British Saloon Car Championship won.

Winnaars van races met meerdere klasses zijn vetgedrukt.
| Ronde | Ronde | Circuit                                  | Datum       | Klasse A Winnaar      | Klasse B Winnaar | Klasse C Winnaar | Klasse D Winnaar |
| ----- | ----- | ---------------------------------------- | ----------- | --------------------- | ---------------- | ---------------- | ---------------- |
| 1     | A     | Brands Hatch, Kent                       | 7 april     | John Sprinzel         | Niet meegedaan   | Jack Sears       | Niet meegedaan   |
| 1     | B     | Brands Hatch, Kent                       | 7 april     | Niet meegedaan        | Alan Foster      | Niet meegedaan   | Tommy Sopwith    |
| NC    | NC    | Aintree Motor Racing Circuit, Liverpool  | 19 april    | Niet bekend           | Alan Foster      | Peter Blond      | Gawaine Baillie  |
| 2     | A     | Brands Hatch, Kent                       | 20 april    | John Sprinzel         | Niet meegedaan   | Niet meegedaan   | Niet meegedaan   |
| 2     | B     | Brands Hatch, Kent                       | 20 april    | Niet meegedaan        | Tommy Bridger    | Niet meegedaan   | Niet meegedaan   |
| 2     | C     | Brands Hatch, Kent                       | 20 april    | Niet meegedaan        | Niet meegedaan   | Jack Sears       | Tommy Sopwith    |
| NC    | NC    | Silverstone Circuit, Northamptonshire    | 3 mei       | Graham Hill           | Les Leston       | Jeff Uren        | Mike Hawthorn    |
| 3     | A     | Mallory Park, Leicestershire             | 11 mei      | John Sprinzel         | Niet meegedaan   | Niet meegedaan   | Niet meegedaan   |
| 3     | B     | Mallory Park, Leicestershire             | 11 mei      | Niet meegedaan        | Les Leston       | Jeff Uren        | Gawaine Baillie  |
| 4     | A     | Brands Hatch, Kent                       | 18 mei      | John Sprinzel         | Niet meegedaan   | Niet meegedaan   | Niet meegedaan   |
| 4     | B     | Brands Hatch, Kent                       | 18 mei      | Niet meegedaan        | Tommy Bridger    | Jack Sears       | Tommy Sopwith    |
| NC    | NC    | Goodwood Circuit, West Sussex            | 26 mei      | John Sprinzel         | Barney Everley   | Duncan Hamilton1 | Duncan Hamilton1 |
| 5     | A     | Brands Hatch, Kent                       | 8 juni      | John Sprinzel         | Niet meegedaan   | Niet meegedaan   | Niet meegedaan   |
| 5     | B     | Brands Hatch, Kent                       | 8 juni      | Niet meegedaan        | Tommy Bridger    | Jack Sears       | Tommy Sopwith    |
| NC    | NC    | Snetterton Motor Racing Circuit, Norfolk | 29 juni     | John Sprinzel         | Les Leston       | Edgar Wadsworth  | Tommy Sopwith    |
| 6     | 6     | Crystal Palace, London                   | 5 juli      | George 'Doc' Shepherd | Alan Foster      | Jeff Uren        | Tommy Sopwith    |
| NC    | NC    | Silverstone Circuit, Northamptonshire    | 19 juli     | Bob Gerard            | Les Leston       | Jack Sears       | Walt Hansgen     |
| 7     | 7     | Brands Hatch, Kent                       | 4 augustus  | John Sprinzel         | Alan Foster      | Jack Sears       | Tommy Sopwith    |
| 8     | 8     | Brands Hatch, Kent                       | 30 augustus | George 'Doc' Shepherd | Les Leston       | Jack Sears       | Tommy Sopwith    |
| 9     | 9     | Brands Hatch, Kent                       | 5 oktober   | George 'Doc' Shepherd | Les Leston       | Jack Sears       | Tommy Sopwith    |
| NC    | NC    | Brands Hatch, Kent                       | 26 december | George 'Doc' Shepherd | Les Leston       | Jeff Uren        | Gawaine Baillie  |

1Race met gecombineerde klasses.

## Kampioenschap
| Driver's championship | Driver's championship | Driver's championship        | Driver's championship | Driver's championship | Driver's championship |
| Pos.                  | Coureur               | Auto                         | Team                  | Klasse                | Punten                |
| --------------------- | --------------------- | ---------------------------- | --------------------- | --------------------- | --------------------- |
| 1                     | Jack Sears            | Austin A105                  | Jack Sears            | C                     | 48                    |
| 2                     | Tommy Sopwith         | Jaguar 3.4 Litre             | Equipe Endeavour      | D                     | 48                    |
| 3                     | John Sprinzel         | Austin A35                   | Team Speedwell        | A                     | 47                    |
| 4                     | Doc Shepherd          | Austin A35                   | Team Speedwell        | A                     | 41                    |
| 5                     | Alan Foster           | MG Magnette                  | Dick Jacobs           | B                     | 40                    |
| 6                     | Jeff Uren             | Jaguar 3.4 Litre Ford Zephyr | Jeff Uren             | C                     | 36                    |

## Motors
| Klasse | Motor grootte | Motor grootte |
| Klasse | Minimum       | Maximum       |
| ------ | ------------- | ------------- |
| A      | geen          | 1200cc        |
| B      | 1201cc        | 1600cc        |
| C      | 1601cc        | 2700cc        |
| D      | 2701cc        | geen          |